# Cirsium flodmanii
Cirsium flodmanii là một loài thực vật có hoa trong họ Cúc. Loài này được (Rydb.) Arthur mô tả khoa học đầu tiên năm 1912.